# Сургутський район
Сургу́тський район (рос. Сургутский район) — адміністративна одиниця Ханти-Мансійського автономного округу Російської Федерації.
Адміністративний центр — місто Сургут, яке не входить до складу району.

## Населення
Населення району становить 124247 осіб (2018; 113515 у 2010, 106624 у 2002).

## Адміністративно-територіальний поділ
На території району 4 міських поселення та 9 сільських поселень:
| Поселення                                | Площа, км² | Населення, осіб (2002) | Населення, осіб (2010) | Населення, осіб (2017) | Центр             | Населені пункти |
| ---------------------------------------- | ---------- | ---------------------- | ---------------------- | ---------------------- | ----------------- | --------------- |
| Барсовське міське поселення              | -          | 5600                   | 4990                   | 5677                   | Барсово           | 1               |
| Білоярське міське поселення              | -          | 14392                  | 14580                  | 17284                  | Білий Яр          | 1               |
| Лянторське міське поселення              | -          | 33011                  | 38992                  | 39841                  | Лянтор            | 1               |
| Федоровське міське поселення             | -          | 18406                  | 20288                  | 23375                  | Федоровський      | 1               |
| Локосовське сільське поселення           | -          | 3876                   | 3461                   | 3241                   | Локосово          | 2               |
| Лямінське сільське поселення             | -          | 872                    | 851                    | 713                    | Ляміна            | 2               |
| Нижньосортимське сільське поселення      | -          | 10572                  | 10314                  | 12485                  | Нижньосортимський | 1               |
| Рускинське сільське поселення            | -          | 1624                   | 1686                   | 1532                   | Рускинська        | 1               |
| Солнечне сільське поселення              | -          | 10585                  | 11299                  | 12094                  | Солнечний         | 2               |
| Ситомінське сільське поселення           | -          | 1471                   | 1262                   | 1024                   | Ситоміно          | 2               |
| Тундринське сільське поселення           | -          | 516                    | 506                    | 394                    | Високий Мис       | 2               |
| Угутське сільське поселення              | -          | 2978                   | 2915                   | 2713                   | Угут              | 5               |
| Ульт-Ягунське сільське поселення         | -          | 2374                   | 2258                   | 2223                   | Ульт-Ягун         | 2               |
| Міжселенна територія Сургутського району | -          | 347                    | 113                    | 99                     | -                 | 2               |

## Найбільші населені пункти
| №  | Населений пункт   | Населення, осіб (2002) | Населення, осіб (2010) |
| -- | ----------------- | ---------------------- | ---------------------- |
| 1  | Лянтор            | 33 011                 | 38 992                 |
| 2  | Федоровський      | 18 406                 | 20 288                 |
| 3  | Білий Яр          | 14 392                 | 14 580                 |
| 4  | Нижньосортимський | 10 572                 | 10 314                 |
| 5  | Солнечний         | 9 763                  | 10 103                 |
| 6  | Барсово           | 5 600                  | 4 990                  |
| 7  | Локосово          | 3 840                  | 3 410                  |
| 8  | Угут              | 2 133                  | 2 140                  |
| 9  | Ульт-Ягун         | 2 164                  | 2 064                  |
| 10 | Рускинська        | 1 444                  | 1 686                  |
| 11 | Сайгатіна         | 822                    | 1 196                  |
| 12 | Ситоміно          | 1 257                  | 1 098                  |